# Leonia (Nueva Jersey)
Leonia es un borough ubicado en el condado de Bergen en el estado estadounidense de Nueva Jersey. En el año 2000 tenía una población de 8.914 habitantes y una densidad poblacional de 2,279.3 personas por km².

## Geografía
Leonia se encuentra ubicado en las coordenadas 40°51′48″N 73°59′18″O / 40.86333, -73.98833.

## Demografía
Según la Oficina del Censo en 2000 los ingresos medios por hogar en la localidad eran de $72,440 y los ingresos medios por familia eran $84,591. Los hombres tenían unos ingresos medios de $55,156 frente a los $38,125 para las mujeres. La renta per cápita para la localidad era de $35,352. Alrededor del 6.5% de la población estaba por debajo del umbral de pobreza.